# Тибор Пал
Пал Тибор (мађ. Pál Tibor; Будимпешта, 15. септембар 1935) је мађарски фудбалер. Учествовао је на турниру на Летњим олимпијским играма 1960. године.

## Репрезентација
Између 1959. и 1964. наступио је у репрезентацији 2 пута и постигао 1 гол. Био је Четвороструки олимпијски репрезентативац (1960, 5 голова), једанпут је играо у омладинској репрезентацији (1959) и 16 пута у Б репрезентација (1958–62).

## Остварења

### Клуб
- НБ I:
  - шампион: 1958/59., 1961/62., 1965., 1966.
- Митропа куп:
  - шампион: 1962., 1965.
  - финалиста: 1963.

## Репрезентација
- Европско првенство у фудбалу до 19 година:
  - победник: 1953.
- НБ I:
  - треће место: ЛОИ 1960. Рим,